# Saint-Malo-de-la-Lande
Saint-Malo-de-la-Lande är en kommun i departementet Manche i regionen Normandie i norra Frankrike. Kommunen ligger i kantonen Saint-Malo-de-la-Lande som tillhör arrondissementet Coutances. År 2022 hade Saint-Malo-de-la-Lande 462 invånare.

## Befolkningsutveckling
Antalet invånare i kommunen Saint-Malo-de-la-Lande
| Referens: INSEE |